# ジェイアール東日本都市開発
株式会社ジェイアール東日本都市開発（ジェイアールひがしにほんとしかいはつ、英:JR East Urban Development Corporation）は、東京都渋谷区に本社を置く日本の不動産会社、デベロッパー。

## 概要
東日本旅客鉄道（JR東日本）の完全子会社（連結子会社）で、JR東日本グループのデベロッパー。首都圏を中心に、JR東日本の所有地（駅ナカや高架下など）や鉄道沿線の開発に強みを持つ。
「地域と一体となった活気ある街づくり。」をスローガンとして掲げ、街と一体となった開発・事業展開を進め、「沿線価値の創造、住みたくなる街づくり」の実現に向けて取り組む。

## 沿革
- 1989年（平成元年）4月20日 - 東京近郊のJR東日本の高架下を開発するグループ企業6社が合併し、「ジェイアール東日本高架開発株式会社」発足[1]。
- 1992年（平成4年） - 現在の社名「株式会社ジェイアール東日本都市開発」に変更[3]。
- 1997年（平成9年） - JR東日本本社屋竣工。
- 2009年（平成21年） - 「株式会社ジェイアール東日本住宅開発」を吸収合併。
- 2010年（平成22年） - 2k540 AKI-OKA ARTISAN（秋葉原駅 - 御徒町駅間高架下）を開業。
- 2011年（平成23年） - エキュート赤羽（赤羽駅構内）を開業。
- 2014年（平成26年） - 阿佐ヶ谷アニメストリート（阿佐ケ谷駅 - 高円寺駅間高架下）を開業。
- 2016年（平成28年） - −両国−江戸NOREN（両国駅）を開業。Train Hostel 北斗星（馬喰町駅）を開業。
- 2017年（平成29年） - ナインアワーズウーマン神田（神田駅）を開業。
- 2018年（平成30年） - コトニアガーデン新川崎を開業。
- 2019年（平成31年） - 阿佐ヶ谷アニメストリート営業終了[4]。

## 主な開発施設・実績

### 開発管理事業
- 複合施設（商業、賃貸住宅、介護・育児施設など）
  - コトニアガーデン新川崎[5]
- 商業施設
  - 2k540 AKI-OKA ARTISAN
  - CHABARA AKI-OKA MARCHE
  - 阿佐ヶ谷アニメストリート 2019年営業終了
  - al:ku阿佐ヶ谷
  - GUNDAM Café
  - AKB48 CAFE&SHOP
  - -両国-江戸NOREN
  - 日比谷OKUROJI
- 集合店舗
  - 南越谷駅「味の館」
  - 矢野口駅「アイポート矢野口」
  - 新座駅「げんき一番街」
  - 北赤羽駅
  - 大網駅「大網パブリコ」
  - 新小岩駅「新小岩 味の旬鮮館」2014年3月31日閉店[6]
  - 淵野辺駅「味の食彩館ふちのべ」
  - 西荻窪駅「西荻マイロード」「西荻高架下」
  - 御茶ノ水駅付近紅梅河岸高架下
  - 越谷レイクタウン駅「レイクタウンスクエア」
- ミニ駅ビル
  - 牛久駅「牛久アステア」 2012年4月「株式会社アトレ」より事業譲受
  - 北本駅
  - 宮原駅
  - 白岡駅
  - 東大宮駅
  - さいたま新都心駅
  - 西川口駅「Beansにしかわぐち」
  - 登戸駅「味の食彩館のぼりと」
  - 橋本駅「味の食彩館はしもと」
  - 武蔵溝ノ口駅「味の食彩館みぞのくち」
  - 戸塚駅「西口ビル」
- 子育て支援施設
  - コトニア赤羽
  - コトニア吉祥寺
  - コトニア西船橋
  - グローバルキッズ大口園
- その他の店舗
  - ノアインドアステージ武蔵浦和
  - Jexer赤羽
  - 南与野医療モール
  - 大成おふろcafé utatane
  - 安全運転研修センター
  - 大手町 味の散歩道
  - 丸の内 味の散歩道
  - 武蔵浦和 味の散歩道
  - ビバホーム武蔵浦和駅店
  - Train Hostel 北斗星
  - ナインアワーズウーマン神田

### ショッピングセンター事業
シャポー
- シャポーロコ平井（平井駅）
- シャポー新小岩（新小岩駅、2023年10月1日開業[7]）
- シャポー小岩（小岩駅）2016年4月15日 「ポポ小岩」[注釈 1] より改称。
- シャポー市川（市川駅）
- シャポー本八幡（本八幡駅）
- シャポー船橋（船橋駅）

ビーンズ
- ビーンズ阿佐ケ谷（阿佐ケ谷駅、2017年7月25日「阿佐ケ谷ダイヤ街」「阿佐ケ谷ゴールド街」「Dila阿佐ケ谷」を統合・改称）
- ビーンズ赤羽（赤羽駅、2014年11月13日「アルカード赤羽」より改称）
- ビーンズ亀有（亀有駅、2014年7月25日「アルカード亀有」より改称）
- ビーンズ戸田公園（戸田公園駅、1991年11月22日開店[8]）
- ビーンズ戸田（戸田駅）
- ビーンズ武蔵浦和（武蔵浦和駅、改札内・改札外、1991年11月15日「武蔵浦和ウィセカンド」より改称[8]）
- ビーンズ与野本町（与野本町駅、1991年11月15日「アルカード与野本町」より改称[8]）
- ビーンズ西川口（西川口駅）
- ビーンズ武蔵中原（武蔵中原駅、2011年5月29日「アルカード武蔵中原」より改称）
- ビーンズ武蔵新城（武蔵新城駅）
- ビーンズ中山（中山駅、2013年8月29日「中山ロンロン」より改称[9]）
- ビーンズ新杉田（新杉田駅）
- ビーンズ保土ケ谷（保土ケ谷駅、西館・東館）

エキュート
- エキュート赤羽（赤羽駅）

### オフィス・住宅事業
オフィス事業
- オフィスビル
  - アーバン・I 保土ケ谷駅ビル
  - 西国分寺JRT3ビル
  - JR外神田ビル
  - ビーンズ・アネックス西国分寺ビル
  - アーバン・V 北与野ビル[10]
  - アーバン立川ビル
- JR東日本独身寮
  - ドミトリー亀戸北砂
  - ドルミエール新保土ヶ谷
  - ドミトリー西国分寺
  - ドミトリー武蔵浦和
  - ドルミエール大宮
  - ドミトリー大宮桜木
  - ドルミエール新大宮

住宅事業
- 住宅事業
  - びゅう陽花里 前橋大島
  - びゅうヴェルジェ安中榛名
- 分譲・賃貸住宅
  - アーバンハイツ巣鴨
  - 駒込ガーデンテラス（リノベーション賃貸）
  - サウダージ自由が丘
  - びゅうリエット北小金（保育園＋賃貸住宅）
  - びゅうリエット板橋宿
  - びゅうリエット赤羽西が丘
  - びゅうリエット北浦和（リノベーション賃貸）
  - アールリエット浦和常盤（リノベーション賃貸）
  - アールリエット津田沼（リノベーション賃貸）
  - アールリエット高円寺（リノベーション賃貸）
- グループ会社向け賃貸住宅
  - びゅうコート杉並天沼
  - ヴィサージュ東日暮里
  - びゅうコート中浦和
  - びゅうコート東中野
  - びゅうコートさいたま新都心（保育園＋グループ会社寮）
  - びゅうコート国府津

### 物販・飲食事業
直営店（自社ブランド）
- 生そば彩むさし
- めん処一ぷく

直営店（フランチャイズ）
- B-1グランプリ食堂
- カフェ・ド・クリエ
- 日乃屋カレー
- ドトールコーヒー
- ベックスコーヒー
- ロッテリア
- ヴィ・ド・フランス
- てんや
- ジューサーバー
- QBハウス

委託店
- サンジェルマン
- 三崎市場
- HOKUOベーカリー
- コクミンドラッグ
- つばめグリル
- 餃子の王将